# Josef Hesoun
Josef „Jolly“ Hesoun (* 12. April 1930 in Vösendorf; † 28. August 2003 in Wien) war ein österreichischer Politiker (SPÖ) und Bundesminister für Arbeit und Soziales.

## Leben
Josef Hesoun erlernte den Beruf des Automechanikers. Zuerst arbeitete er bei der Firma Wienerberger. Er engagierte sich in der Gewerkschaft und der Arbeiterkammer. Im Jahr 1974 wurde er Präsident der Kammer für Arbeiter und Angestellte für Niederösterreich und übte diese Funktion bis 1991 aus. Von 1979 bis 1990 war er Abgeordneter zum Nationalrat. 1987 wurde er Vizepräsident des Österreichischen Gewerkschaftsbunds (ÖGB). Von 1990 bis 1995 war er Bundesminister für Arbeit und Soziales.
Als negativstes Erlebnis seiner Karriere bezeichnete er den Vorwurf der SPÖ-Nationalratsabgeordneten Waltraud Schütz, dass Hesoun ihr in den Rückenausschnitt gegriffen habe. Hesoun bestritt die Vorwürfe, die in jener Zeit eine breite Berichterstattung in den Medien nach sich zogen.

## Auszeichnungen
- 1983: Großes Goldenes Ehrenzeichen für Verdienste um die Republik Österreich[4]
- 1994: Großes Goldenes Ehrenzeichen am Bande für Verdienste um die Republik Österreich[4]